# 永寧道
永寧道是清代到中华民国初期四川省的一個道。
分巡永寧道，康熙八年置。駐敘永直隸廳。雍正八年十一月，轄敘州府、敘永直隸廳、瀘州直隸州。一作分巡川南永寧道。雍正十二年十一月．資州直隸州自松茂道來屬。乾隆二十八前，已移駐瀘州。宣統三年（1911），轄敘州府和瀘、資、永寧三州。
清末改川南道置下川南道。清代四川省五分巡道之一。治所在泸州（今四川泸州市）。辖叙州府，泸、资二直隶州，叙永直隶厅。相当今四川大凉山以东，仁寿、资阳以南，隆昌、合江以西地区。1913年2月民国置下川南道，治宜宾县（今四川宜宾市）。属四川省。辖宜宾、庆符、富顺、南溪、长宁、高县、筠连、珙县、兴文、隆昌、屏山、马边厅、泸县、合江、纳溪、江安、资中、仁寿、资阳、井研等县。1914年改下川南道置永寧道，属四川省。治泸县（今四川泸州市）。辖境约当今四川仁寿、井研、沐川、马边、雷波、自贡（东部）以东（犍为、荣县、威远除外），资阳、资中、内江、隆昌、泸州、泸县、合江以南地区及宁南县地。1928年废。